# Site archéologique de Gamsen
Le site archéologique de Gamsen est un ensemble de trois sites archéologiques situés au niveau du village de Gamsen (commune de Brigue-Glis) dans le Haut-Valais.
Les traces d'occupation de ces sites s'étendent de la période du bronze (environ 1400 et 1100 av. J.-C.) jusqu'au xive siècle. Les fouilles ont mis en évidence trois villages (occupés à différentes périodes historiques) : Waldmatte, Breitenweg et Bildacker.
Découvert lors des travaux de l'autoroute A9, le site est désormais recouvert par la construction routière.

## Localisation et organisation du site
Le site archéologique de Gamsen est situé au niveau du village de Gamsen, sur la commune de Brigue-Glis (Valais). Il se situe dans la plaine  du Rhône entre les villes de Viège et Brigue.
Les sondages réalisés permettent d'identifier trois zones de fouilles : Waldmatte (la principale) ainsi que Breitenweg et Bildacker.

## Description du site

### Waldmatte
Un total d'environ 450 habitations est identifié sur le site principal de Waldmatte.

## Interprétation
Entre le VIe siècle av. J.-C. et le IIIe siècle, le site de Gamsen est occupé par des humains de manière continue. Le grand nombre d'habitations et l'organisation de celles-ci permettent d'établir la présence d'un village.
Pour la période d'occupation romaine, le site montre que le mode de vie des populations du Haut-Valais n'a pas été profondément modifié par la culture romaine, contrairement au Bas-Valais. En effet, le type des habitations est resté identique à ce qui est observé pour les périodes précédentes. Pour certains experts, cela démontre la pénétration moindre des activités commerciales dans cette zone montagneuse, plus éloignée du passage du Grand-Saint-Bernard.
Le village est abandonné aux environs du IVe siècle. Des traces d'activités humaines, notamment de l'artisanat, sont encore présentes dans la zone aux siècles suivants. Par exemple, des fours à gypse servant à réaliser du plâtre ont été retrouvés.
Les spécialistes estiment que la zone de Gamsen devient uniquement agricole et maraîchère à partir du XIIe siècle.

## Fouilles archéologiques
Le site est découvert en 1987 lors des travaux de l'autoroute A9. S'étendant sur environ 4 hectares, il est l'un des chantiers archéologiques les plus importants de Suisse.
Les autorités ordonnent des fouilles qui commencent en 1988 et s'achèvent en 1999. Deux équipes sont mandatées pour réaliser les travaux : l'une se spécialise sur les vestiges d'occupation protohistorique (période du bronze et du surtout du fer) et l'autre sur ceux correspondant à la période romaine.
Le coût total des fouilles est d'environ 33 millions de francs suisses.